# Jenny Brown's Point
Jenny Brown's Point är en udde i Storbritannien.   Den ligger i grevskapet Lancashire och riksdelen England, i den centrala delen av landet, 300 km nordväst om huvudstaden London.
Terrängen inåt land är huvudsakligen platt, men åt nordväst är den kuperad. Havet är nära Jenny Brown's Point åt sydväst. Runt Jenny Brown's Point är det ganska tätbefolkat, med 207 invånare per kvadratkilometer. Närmaste större samhälle är Morecambe, 9,7 km söder om Jenny Brown's Point. Trakten runt Jenny Brown's Point består i huvudsak av gräsmarker.